# Elk Falls
Elk Falls – miasto położone w Hrabstwie Elk.